# Mineriada del gennaio 1990
Con il nome di Mineriada del gennaio 1990 sono conosciuti gli eventi che si sono verificati tra il 28 e il 29 gennaio 1990 a Bucarest. Si tratta della prima mineriada.

## Le proteste
In seguito alla decisione dei membri del governo provvisorio del Fronte di Salvezza Nazionale (FSN) di Ion Iliescu di trasformare l'organo in partito, il 28 gennaio 1990 i gruppi di opposizione (Partito Nazionale Contadino Cristiano Democratico e Partito Nazionale Liberale) organizzarono una manifestazione di protesta a Piața Victoriei a Bucarest, di fronte al palazzo del governo, chiedendo le dimissioni del FSN. Le autorità fecero appello alle organizzazioni di minatori della valle del Jiu per ristabilire l'ordine. Il 29 gennaio 1990 più di 5.000 minatori arrivarono a Bucarest attaccando i manifestanti. Vi furono violenze ai danni degli abitanti della capitale e raid contro le sedi dei partiti storici. I minatori, inoltre, parteciparono, al fianco della polizia, alle perquisizioni e agli arresti nelle sedi dei partiti di opposizione